# 北京交通大学附属中学
39°57′18″N 116°20′38″E / 39.9549491°N 116.3439927°E
北京交通大学附属中学，简称北京交大附中或交大附中，是一所隶属于海淀区教委的综合性中学。现分为初、高中部，其中高中部被评为北京市示范高中。学校位于著名历史遗迹大钟寺南侧，毗邻交通干线北三环路。创建于1957年，是一所海淀区教委直接领导的区属重点中学，并于2004年获得了北京市示范高中校的称号。
北京交大附中占地共65亩，分南北两个校区，现有初、高中76个教学班，3300多名学生。

## 历史

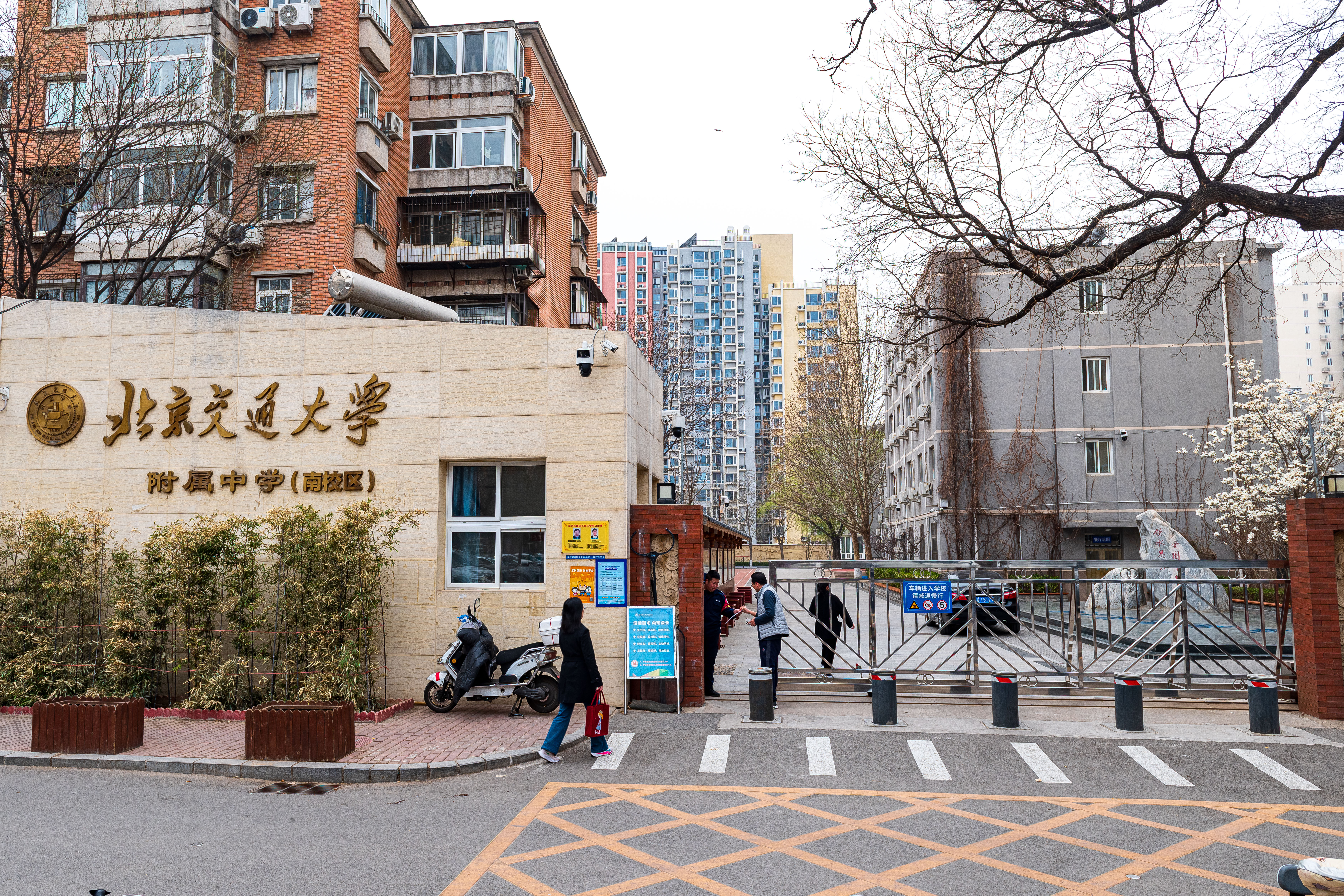
南校区，仍有“北方交通大学附属中学”字样的痕迹

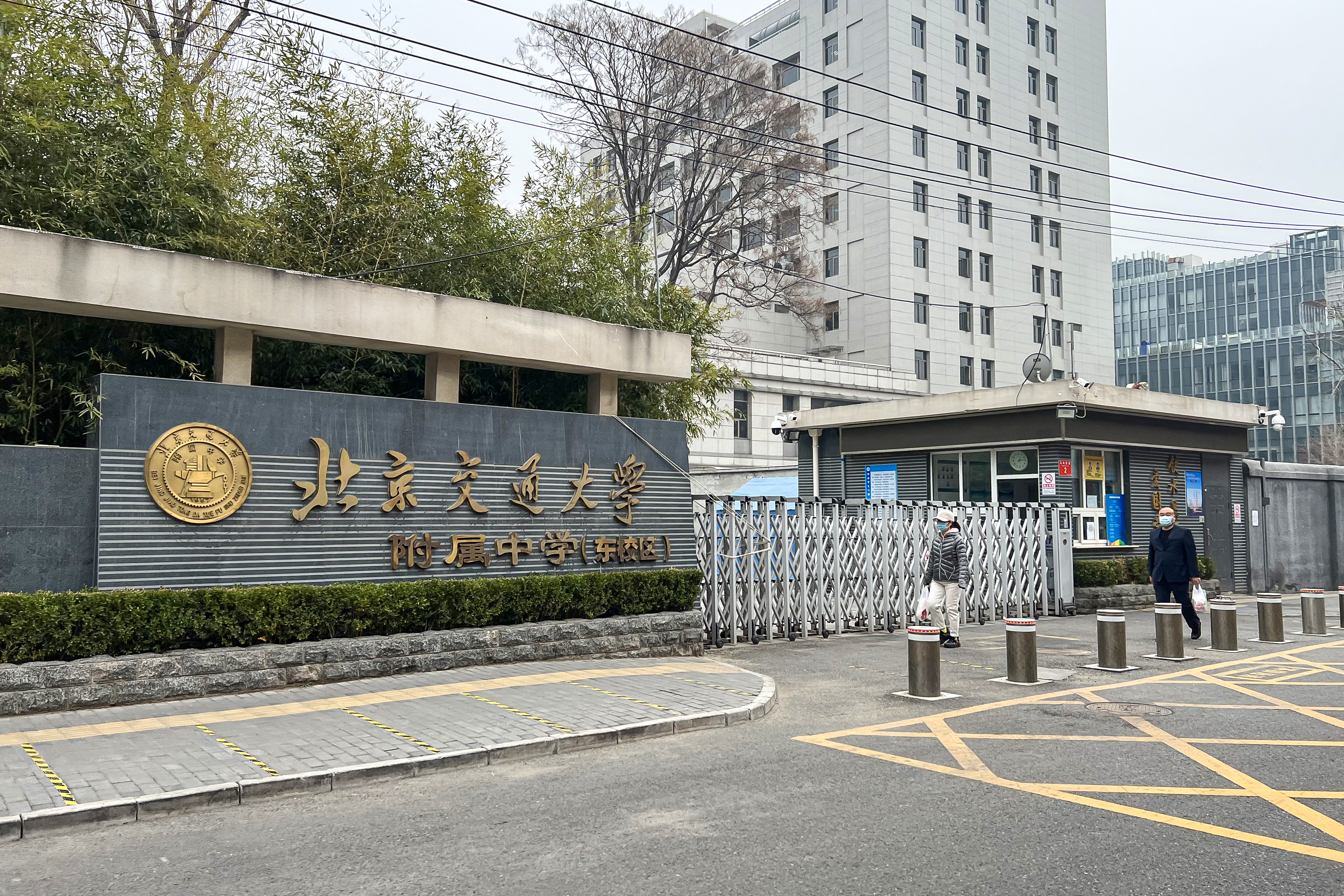
东校区（原陶行知中学）

前身是铁道学院附中，后随铁道学院更名为北方交通大学而更名。北方交通大學於2003年改以北京交通大學校名后，北方交通大学附属中学未隨之改名，直到2017年9月10日建校60周年时才改名北京交通大学附属中学。2015年，位于马甸的陶行知中学并入交大附中，成为交大附中东校区。

## 地理位置
分南、北两个校区。北校区位于北京市海淀区皂君庙路12号，邮编为100081，为初一初二、高一高二年级所在校区；南校区位于北京交通大学校园内，为毕业年级所在校区。

## 特色
得益于校方的鼓励与大力支持，北京交大附中的社团活动十分活跃。各个社团在课余时有很多活动，在各个领域的比赛中也都有很好的成绩。例如星瑞天文社在2013年全国中学生天文奥赛中就获得了一个低年级组一等奖、一个高年级组二等奖和一个低年级组鼓励奖。
- 金帆合唱团
- 智能机器人
- 星瑞天文社
- 模拟联合国协会
- 无线电测向队
- 定向队
- 业余电台